# 코르데스탄주

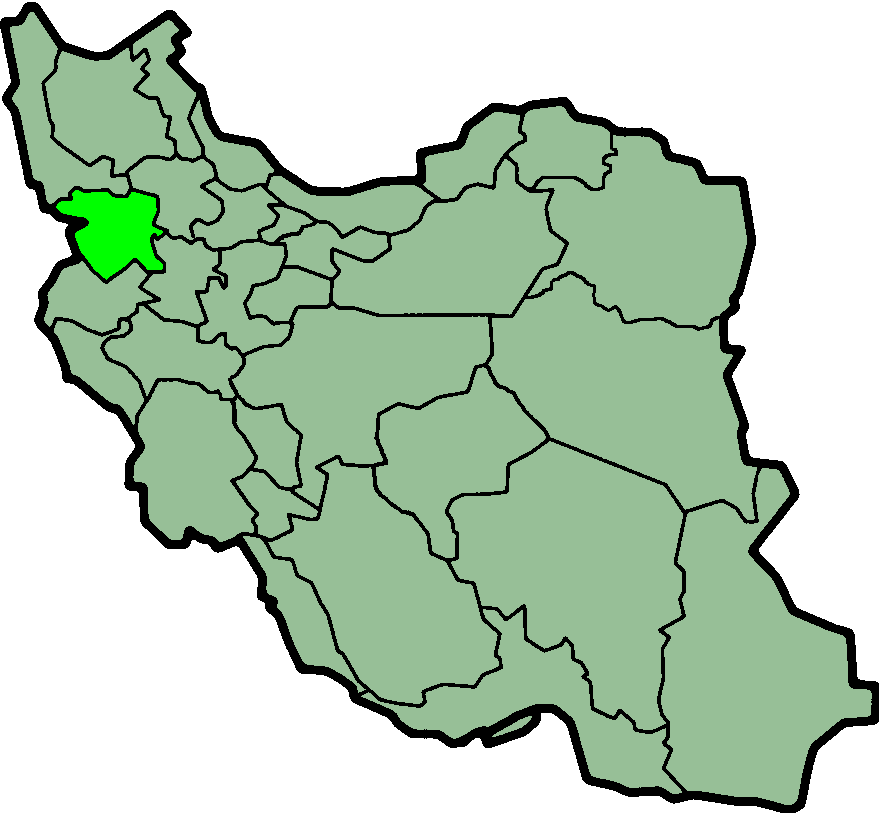
코르데스탄주

코르데스탄주(페르시아어: استان کردستان)는 이란을 구성하는 30개 주 가운데 하나로, 주도는 사난다즈이며 면적은 29,137km2, 인구는 1,440,156명(2006년 기준)이다.
코르데스탄주의 도시로 피란샤르, 마리반, 바네흐, 사케즈, 코르베흐, 비자르, 카미아란, 데골란, 디완다레흐, 사르바바드가 있다.

## 같이 보기
- 이란령 쿠르디스탄
- 쿠르디스탄
- 쿠르디스탄 (동음이의)